# Acnemia ussuriensis
Acnemia ussuriensis är en tvåvingeart som beskrevs av Zaitzev 1982. Acnemia ussuriensis ingår i släktet Acnemia och familjen svampmyggor. Inga underarter finns listade i Catalogue of Life.